# Borderline (Madeline-Juno-Lied)
Borderline ist ein Lied der deutschen Singer-Songwriterin Madeline Juno aus dem Jahr 2018. Das Stück ist die erste Singleauskopplung aus ihrem vierten Studioalbum Was bleibt.

## Entstehung und Artwork
Das Lied wurde von der Interpretin selbst, gemeinsam mit dem britischen Musiker Oliver Epsom (Oliver Som) sowie dem in Berlin wirkenden Produzenten und Songwriter Jonathan Kurz, geschrieben. Som zeichnete zudem auch für die Abmischung, Instrumentierung, das Mastering, die Produktion und Programmierung des Schlagzeugs verantwortlich. Für die Instrumentierung spielte er unter anderem den Bass, das Piano und den Synthesizer ein.
Während Juno bei der Produktion zu Borderline einmalig mit Kurz zusammengearbeitet hat, war Som bereits in verschiedenen Funktionen an den Produktionen zu Salvation (Februar 2016), Waldbrand (September 2016) und DNA (September 2017) beteiligt.
Auf dem Frontcover der Single ist – neben Interpretenangabe und Liedtitel – Juno zu sehen. Es zeigt ein Schwarz-weiß-Porträt von ihr, das mittig angeordnet und von einem weißen Rahmen umgeben ist. Man sieht Juno dabei brustaufwärts, mit dem Blick zur Kamera. Während das Artwork hauptsächlich in schwarz-weiß gestaltet wurde, wurden die Schriftsätze in einem hellen rot hinzugefügt.

## Veröffentlichung und Promotion
Die Erstveröffentlichung von Borderline erfolgte als Single am 15. Juni 2018 bei Embassy of Music. Diese erschien als digitaler Einzeltrack zum Download und Streaming. Der Vertrieb erfolgte durch Warner Music, verlegt wurde das Lied durch BMG Rights Management und Universal Music Publishing. Am 6. September 2019 erschien Borderline als Teil von Junos vierten Studioalbum Was bleibt (Katalognummer: 5054197047404), dessen erste Singleauskopplung es ist.

## Inhalt
| „Ich will viel zu viel oder nichts. Ich fühl’ mich Borderline, Borderline. Oh Gott, ich hasse dich und dann mich. Ich bin so Borderline, Borderline. Also hör mir gar nicht zu, lass mich reden, lass mich schrei’n. Nur bitte führ mich heim. Denn ich will viel zu viel oder nichts. Ich bin so Borderline, Borderline.“ – Refrain, Originalauszug | Der Liedtext zu Borderline ist in deutscher Sprache verfasst und stammt von der Interpretin selbst sowie Oliver Som und Jonathan Kurz. Alle Texter komponierten zugleich die Musik in der Tonart as-Moll mit 127 Schläge pro Minute. Musikalisch bewegt sich das Lied im Bereich der Popmusik. Inhaltlich befasst sich das Lied mit der Borderline-Persönlichkeitsstörung. Das Stück handele dabei vom ewigen „ganz-oder-gar-nicht“, „jetzt-sofort-oder-nie“, „alles-oder-überhaupt-nichts-Konflikt“, in dem sich Juno seit sie denken kann befinde und ihren eigenen Erfahrungen mit psychischen Erkrankungen. Sie selbst leide vor allem an Depressionen und beabsichtige hiermit keinesfalls die Borderline-Persönlichkeitsstörung zu verherrlichen, romantisieren und schon gar nicht sich darüber lustig zu machen. |

Aufgebaut ist das Lied aus zwei Strophen, einem Refrain, einer Bridge und einem Outro. Es beginnt mit der ersten Strophe, die als Vierzeiler geschrieben wurde. An diese schließt sich zunächst der sechszeilige Prechorus an, ehe der eigentliche Refrain mit seinen acht Zeilen einsetzt. Der gleiche Aufbau wiederholt sich mit der zweiten Strophe. Nach dem zweiten Refrain setzt als musikalisches Zwischenspiel die Bridge ein, die auch als Vierzeiler geschrieben wurde, ehe erneut der Refrain einsetzt, allerdings diesmal ohne die Einleitung durch den Prechorus. Nach dem dritten Refrain endet das Stück mit dem Outro, das auf den Refrain zurückgreift und lediglich die ersten beiden Zeilen dessen zweimal wiederholt.
Während eines Interviews mit dem Ajouré Magazin wurde Juno speziell auf die Zeile „Oh Gott, ich hasse dich und dann mich“ angesprochen, dazu sagte sie folgendes:

„Ich bin sehr impulsiv. Wenn man manchmal mit einer Situation unzufrieden ist, ist es wohl menschlich, erst einmal aufzubrausen und zu sagen „du hast das und jenes gemacht…“. Man projiziert das auf einen anderen Menschen, weil der vielleicht gerade am nächsten bei dir dran ist. Eigentlich ist der Ursprung von so vielen Dingen aber intern, weil du mit so vielen Dingen manchmal nicht klarkommst oder zu viel in etwas hineininterpretierst. Klar macht Person XY vielleicht etwas, was dir nicht passt. Aber man muss sich dann die Frage stellen, weshalb einem selbst das nicht passt. Was ist mein Problem, dass ich hiermit nicht klarkomme? Und dann bemerkt man, dass man vielleicht über das Ziel hinausgeschossen ist und das alles nur halb so wild ist. Genau um dieses ewige Hin und Her geht es in dem Song. Diese Extreme, die dich komplett in die eine oder die andere Richtung manövrieren. Du hasst jemanden und im nächsten Moment liebst du ihn. Du kommst super mit einer Person aus und im nächsten Moment herrscht sozusagen Krieg.“

## Musikvideo
Das Musikvideo zu Borderline wurde am 6. Juni 2018 in Hongkong gedreht und feierte seine Premiere am Tag der Singleveröffentlichung auf der Videoplattform YouTube. Es zeigt lediglich Juno, die an verschiedenen Schauplätzen Hongkongs das Lied singt. Die Gesamtlänge des Videos beträgt 3:31 Minuten. Regie führte die Sängerin selbst, die zuvor auch schon beim Musikvideo zu Gift (August 2017) Regie führte. Bis Mai 2025 zählte das Video über zwei Millionen Aufrufe auf YouTube.

## Mitwirkende
| Liedproduktion - Oliver Epsom (Oliver Som): Abmischung, Bass, Komposition, Liedtext, Mastering, Musikproduktion, Piano, Programmierung, Synthesizer - Madeline Juno: Gesang, Komposition, Liedtext - Jonathan Kurz: Komposition, Liedtext Musikvideo - Philipp Gladsome: Kamera - Madeline Juno: Regie, Schnitt | Unternehmen - BMG Rights Management: Verlag - Embassy of Music: Musiklabel - Universal Music Publishing: Verlag - Warner Music Group: Vertrieb |

## Rezensionen
Matthias Reichel von CDStarts bewertete das Album Was bleibt mit sechs von zehn Punkten. Während seiner Rezension hob Reichen Borderline als einen von drei „Anspieltipps“ hervor und beschrieb das Stück als modernen, radiotauglichen Poptitel.
Katharina Bruckschwaiger vom deutschsprachigen E-Zine Plattentests.de vergab vier von möglichen zehn Punkten für das Album. Die Aufmachung sei stimmig und zeige eine ambitionierte Popmusikerin. Problematisch werde es erst, wenn man die Audiospur mitlaufen lasse. Dabei präsentiere sich Juno zunächst als Texterin zwischen den Stilen. Da wären etwa die Coldplay-Leadgitarre in Grund genug, die „Imogen-Heap-Vocals“ im Refrain zu New York oder den fast schon aggressiven Hip-Hop-Beat in Borderline. Schade sei, dass der betriebene Eklektizismus stets an der Wasseroberfläche bliebe, sodass wirkliche Wagnisse „formatradiogerecht“ vermieden würden.
Während einer Rezension zur Was bleibt Tour (Oktober 2019–November 2019) beschrieb der Rezensent vom Musikmagazin Musicheadquarter besonders die Momente als „stark“, in denen Juno ihre psychische Erkrankung anklingen ließ. Sie habe von der Borderline-Persönlichkeitsstörung und in Automatisch von Depressionen gesungen, die sie immer wieder befallen würden. Viel Aufhebens habe sie darum nicht machen müssen, es habe einfach authentisch geklungen, wie sie ihre Verfassung beschrieb und deutlich gemacht habe, dass „Melancholie nun mal ihre Lieblingsstimmung“ sei.
Darüber hinaus kürte House in the Sand das Lied zum „Video of the Day“ (englisch für „Video des Tages“), während das Edit. Magazin von einer Borderline-Patientin berichtete, die Borderline als einen ihrer Lieblingslieder bezeichnete und angab, das vor allem die Strophen-Zeilen „Ich renne auf Zeit oder steh’ erst gar nicht auf“ und „Ich sehe mich nur in schwarz-weiß“ genau ihrer Situation widerspiegeln würde.

## Coverversionen
- 2025: Michael Patrick Kelly (Album: Sing meinen Song – Das Tauschkonzert, Vol. 12)[18]